# Balanç energètic
El balanç energètic és concebut per tots els processos dins una organització que fan referència a l'energia. Deriva de l'anàlisi del cicle de vida i té la tasca d'analitzar i verificar l'aparició, transformació i ús dels recursos energètics d'una organització en detall. Els balanços energètics serveixen com una important base de dada estadística per a la política energètica i per a decisions d'administració de l'energia. Contén informació important com la quantitat i composició del consum d'energia, els seus canvis o la transformació d'energia.
Els països i les ONGs publiquen balanços energètics, com els Balanços Energètics Mundials, publicats per l'Agència Internacional d'Energia.

## Aproximació
La idea bàsica d'un balanç és que res es pot perdre o destruir - això diu la primera llei de la termodinàmica, la qual assigna a l'energia aquesta propietat. Però durant l'ús, l'energia pot dissipar-se i la seva sortida no té el mateix rendiment físic que abans.
Per aquesta raó és important distingir l'entrada de la sortida de l'ús d'energia. L'entrada pot ser fàcilment mesurada amb l'ajuda de lecturímetres. Però a la sortida pot haver efectes que són difícilment previsibles, com calor, pols o soroll. En aquest context és molt interessant saber quanta energia utilitzada ha assolit l'ús inicialment estimat. Basant-nos en aquest càlcul, es poden calcular millores de mesura. Es necessita una separació en fonts d'energia i llocs de consum. També és possible un esbós basat en el cost central de l'organització.